# Маленькая леди
«Маленькая леди» (нем. Die kleine Lady) — телевизионный фильм режиссёра Гернота Ролля 2012 года, основанный на книге «Маленький лорд Фаунтлерой» 1885 года английской писательницы Фрэнсис Бёрнетт.

## Сюжет
Действия фильма происходят в конце XIX века в городе Нью-Йорк. Девочка по имени Эмили живёт с не очень обеспеченной матерью-вдовой. Но однажды к ним приезжает гость из Европы. Он называет Эмили единственной наследницей богатой графини и забирает её в Австрию для аристократического воспитания. Эмили приходится расстаться со своей матерью и уехать.
Новая жизнь оказывается для Эмили чужой. Но в холодной и властной графине Эмили находит обычную одинокую женщину. Вскоре Эмили становится для графини родной, но ситуацию резко меняет появившаяся во дворце женщина, которая утверждает, что наследником является её сын, а не Эмили…

## Основные роли
- Филиппа Шёне — Эмили
- Стефания Рокка — Мальвина Фарелли
- Вероника Феррес — Фрау Хоббс
- Кристиана Хёрбигер — графиня
- Ксавер Хуттер — Herr von Havenegg
- Вольфганг Хинце — профессор
- Кристиана Филанджьери — Lucille Ернест